# 検梅
検梅（けんばい）は、梅毒に感染しているか否かを検査することである。「検黴」とも。

## 概要
近代日本においては、公娼に対して、梅毒その他の花柳病感染の有無その他の健康状態を、警察医などの官憲医またはこれに代わる医師が強制的に検診をおこなうことということができる。
その目的は、花柳病の感染拡大の予防と、あわせて娼妓の健康保護であるとされた。
歴史的には横浜開港時、イギリス駐屯軍の保健のために、イギリス軍医のニュートンの建議によって、慶応3年9月、横浜町吉原町会所において行なわれたのが最初であるとされる。梅毒が国民病となっていたロシア艦隊が幕末の1860年代に長崎で行なった検黴が日本初ともされる。1871年に民部省が売春業者の新規開業禁止と梅毒治療施設の創設を命じ、それを機に各地に検梅所・駆梅院が開設された。明治9年4月、内務省令で娼妓の検黴法が各府県に実施され、明治33年10月、内務省令で娼妓取締規則が公布された。明治13年の娼妓梅毒規則　布告書のコピーが記載されている。規則によって娼妓貸座敷免許地は娼妓健康診断所を設置し、娼妓の定期検診を行ない、危険な者は所定の病院（道府県立のいわゆる娼妓病院）に収容し、1週1回または2回の検診が行なわれ、強制的に治療を受けさせ、治癒後にのみ稼業に就くことを許す。沖縄県では遅れて、娼婦身体検査規則ができたのが明治29年、検梅が開始されたのは明治33年であった。那覇の辻遊郭ではたいへんな騒ぎとなった。
私娼の検診は行政執行法の規定によって密売淫常習者に対して健康診断を強制し、花柳病にかかった者は、強制的に前述娼妓病院で入院治療を受けさせる。
私娼の場合は花柳病予防法の規定によって診療所が設けられ、診療所は市町村の経営で、支出経費の6分の1ないし2分の1は国庫補助である。
芸妓、宿屋、料理屋、飲食店、待合茶屋、または貸座敷営業者が雇用する婦女の健康診断は、地方庁でその取締規則が規定される。
一部では、営業者が自発的に保健組合を設け、毎月1ないし2回の健康診断を実施し、組合支弁で疾病治療を受けさせる。
一般公衆の場合は、本人の求めに応じるかたちで官公私立病院、一般開業医で行なわれるが、経済的に困難な者のために日本性病予防協会などが花柳病専門の診療を行なう。

## 文献
- 『廃娼運動』 　竹村民郎（たけむらたみお）著作集　2011年　三元社ISBN 978-4-88303-293-8
- 『琉歌おもしろ読本』青山洋二　1998年　郷土出版　那覇市